# Bombylella fusciloba
Bombylella fusciloba är en tvåvingeart som först beskrevs av Mario Bezzi 1924.  Bombylella fusciloba ingår i släktet Bombylella och familjen svävflugor. Inga underarter finns listade i Catalogue of Life.